# Sint-Nicolaas van Tolentijnkerk

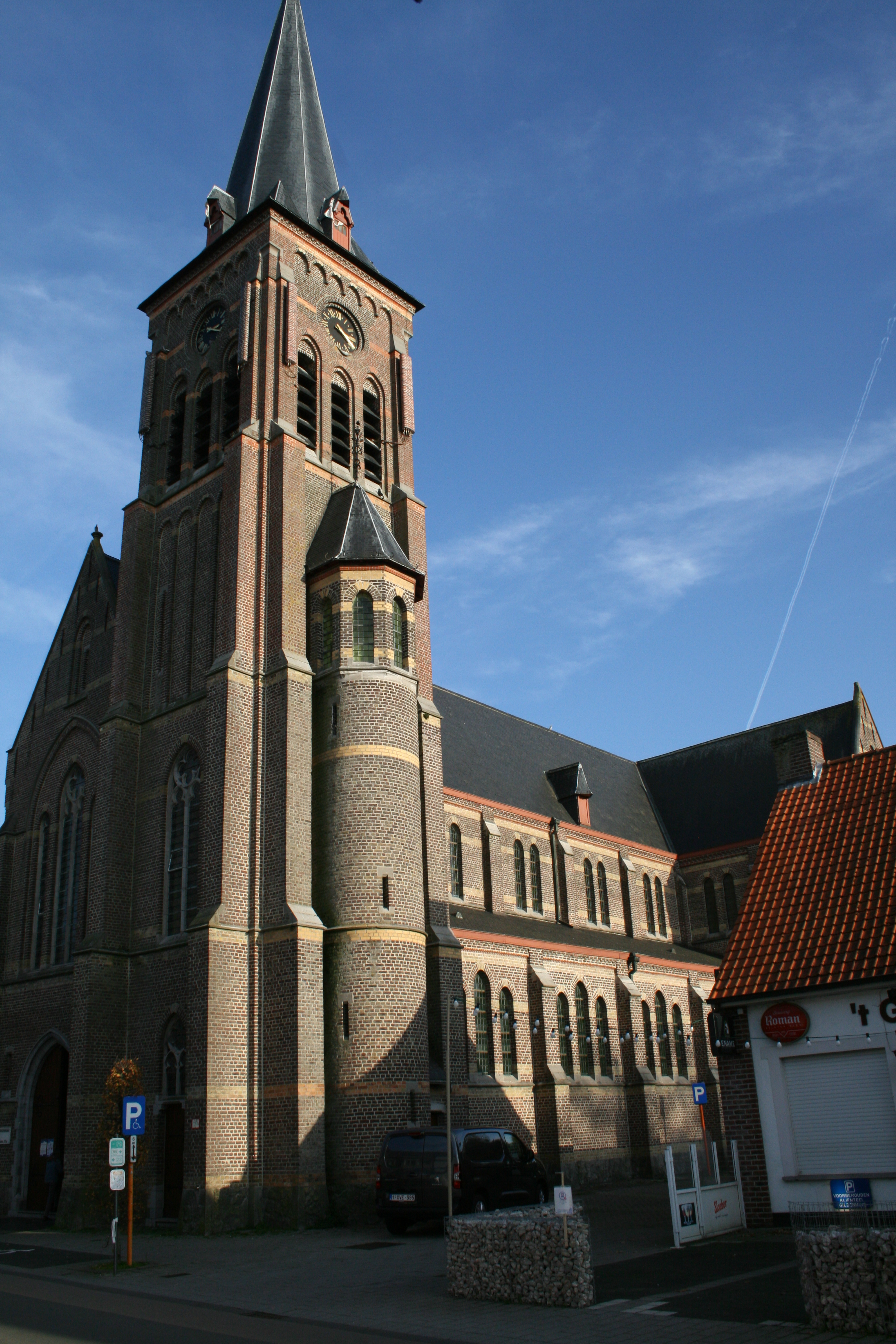
Sint-Nicolaas-van-Tolentijnkerk, De Pinte

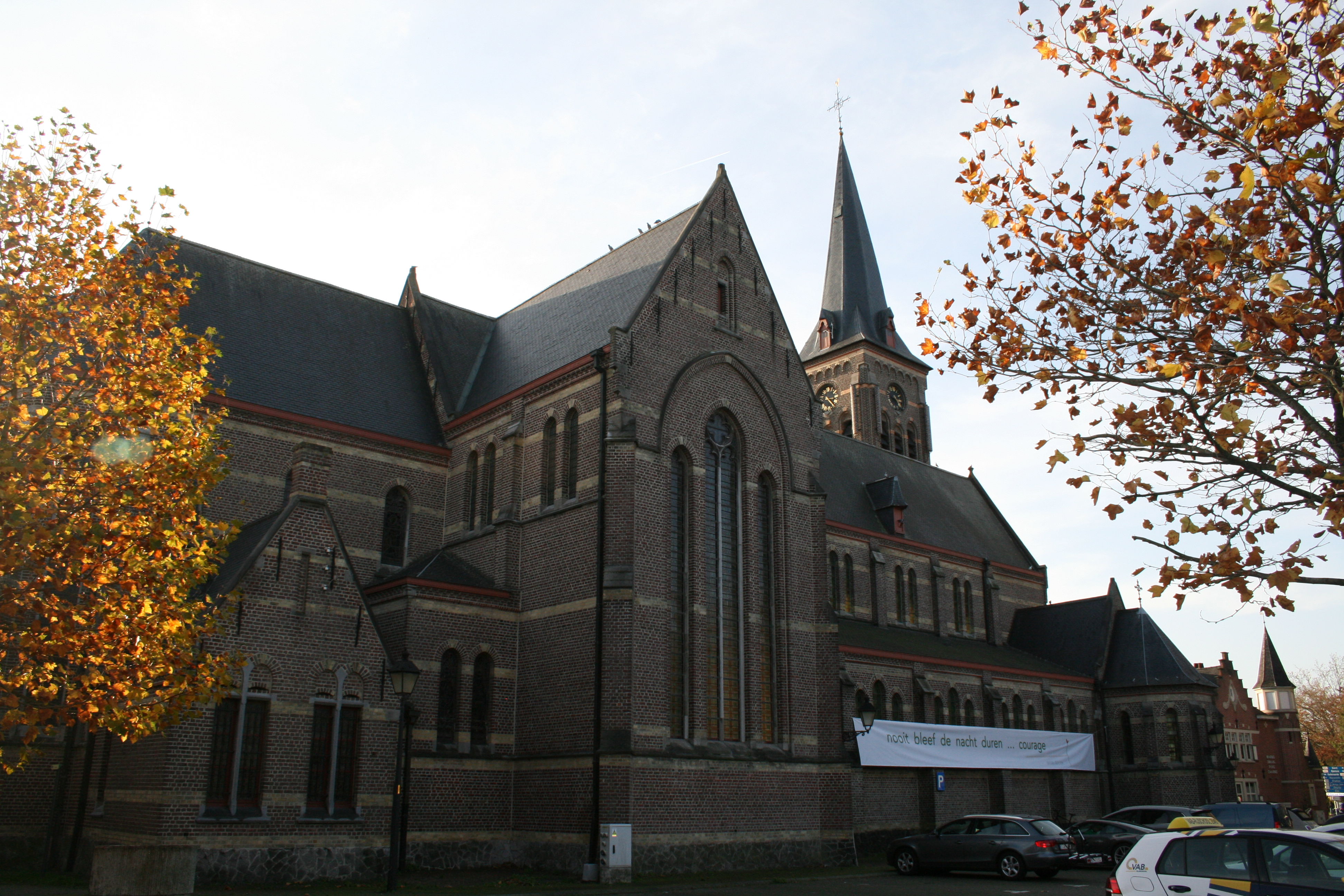
Sint-Nicolaas-van-Tolentijnkerk, De Pinte

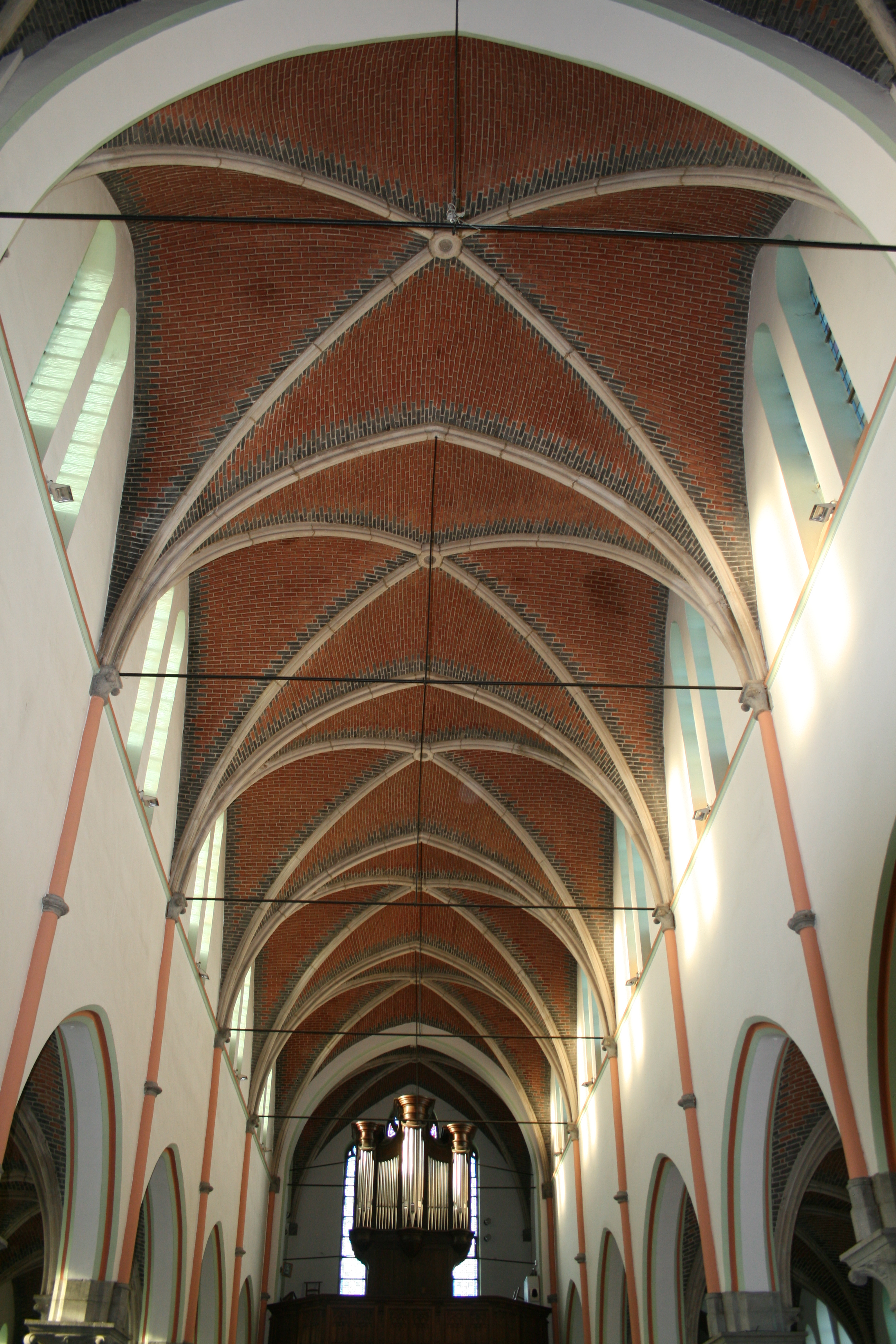
Kruisbeuk, Sint-Nicolaas-van-Tolentijnkerk, De Pinte

De Sint-Nicolaas van Tolentijnkerk is een kerk in het Belgische dorp De Pinte. De kerk bevindt zich centraal in de dorpskern.

## Geschiedenis
In 1791 was er het eerste verzoek om een hulpkerk op te richten in het toenmalige gehucht De Pinte, maar na een jaar werd het stopgezet door de Franse bezetting. In 1838 werd een nieuw plan van architect Louis Minard goedgekeurd en de nieuwe kerk werd gewijd in 1839.

## Interieur
Het interieur van de Pintse parochiekerk is sober. Tot 1967 was de kerk polychroom beschilderd, maar toen moest de polychromie wijken voor een witte verflaag. Zo verloor de binnenzijde wat aan authenticiteit. Binnenin zijn de neogotische elementen goed uitgewerkt.  Zo is de kerk overwelfd met kruisribgewelven en zijn de zuilen versierd met knopkapitelen.

## Orgel
Het orgel van De Pinte werd gebouwd omstreeks 1857 door Leonard Lovaert, orgelbouwer uit Nevele. Het orgel van De Pinte is een classicistisch-romantisch  orgel in een sober, post-rococo meubel. Lovaert bouwde daarbij voort op de 18de-eeuwse traditie, naar de opvattingen van de generatie orgelbouwers Van Peteghem.
In 1980 werd het orgel beschermd als historisch monument. In de loop der jaren was het echter in verval geraakt door onvakkundig onderhoud. Ook werd het destijds met de frontzijde naar de muur gericht en werden de pijpen ingekort om de toon te verhogen. Het orgel bleef steeds in originele toestand, waardoor het zijn waarde behouden heeft. Het bevat 10 volledige registers en 685 pijpen.
Door de inzet van pastoor G. De Baets, enkele leden van de kerkraad en organisten, werd een restauratiedossier ingediend. Daardoor kon de restauratie voor 90% gesubsidieerd worden: 60% door de Vlaamse Gemeenschap, 20% door de provincie Oost-Vlaanderen en 10% door de gemeente De Pinte. De restauratie heeft in totaal 160.000 Euro gekost. De financiële inbreng van de parochie en de restauratie zelf werden gerealiseerd onder impuls van "de Vrienden van het orgel". Marcel Delie en later Dr. De Brabandere speelden een voortrekkersrol bij de opvolging en afhandeling van het hele dossier.

### Technische kenmerken
Het orgel heeft volgende dispositie
Cornet V	Fourniture III
Prestant 4'	Trompet 8' bas
Bourdon 8'	Dulciana 8' discant
Doublette 2'	Clairon 4' bas
Fluit 4'	            Trompet 8' discant
Nazard	Tremulant
Elk register beschikt over een eigen klankkleur en bestaat uit evenveel pijpen als tonen (meestal 54 per register).
Het manuaal van het orgel (klavier van 54 toetsen) was niet meer origineel en werd vervangen door een kopie van het manuaal van het orgel in Onkerzele. Er werd een pedaal van 25 tonen toegevoegd, om een bredere keuze inzake orgelliteratuur toe te laten.
Voorts werd de oorspronkelijke toonhoogte hersteld, wat neerkomt op een aanzienlijke verlaging (ongeveer 1 toon) ten opzichte van de hedendaagse toonhoogte (La = 440 Hz). Dit was nodig om het orgel zijn oorspronkelijke klankkleur terug te geven.
Er werd gekozen voor een "zachte" restauratie, wat betekent dat men zoveel mogelijk de originele staat van het instrument heeft willen herstellen. Daarbij gebruikt men zoveel mogelijk historisch verantwoorde materialen (leder, lijm, hout, ivoor) die in de 19de eeuw voorkwamen, en zo weinig mogelijk vervangende materialen. De enige grondige vernieuwing zit in de windvoorziening: de nieuwe ventilator en blaasbalg in een geluiddempende kist moeten het orgel een stabiele klank geven. De 29 zichtbare pijpen in het orgelfront zijn slechts imitatiepijpen uit grenen, bedekt met tinfolie. 
Het instrument werd opnieuw centraal op het doksaal geplaatst met de frontzijde naar het altaar gericht. Aangezien het voorste deel van het doksaal zelfdragend werd aangebracht, moesten op de bestaande doksaalvloer twee metalen leggers aangebracht worden waarop de orgelkast is gemonteerd.

## Kunst
- Schilderij J. Cauwer (1840) (Nicolaas van Tolentijn zegent broden).
- Biechtstoel met twee gesculpteerde cherubijnen (1642).
- Lovaert-orgel (1857).

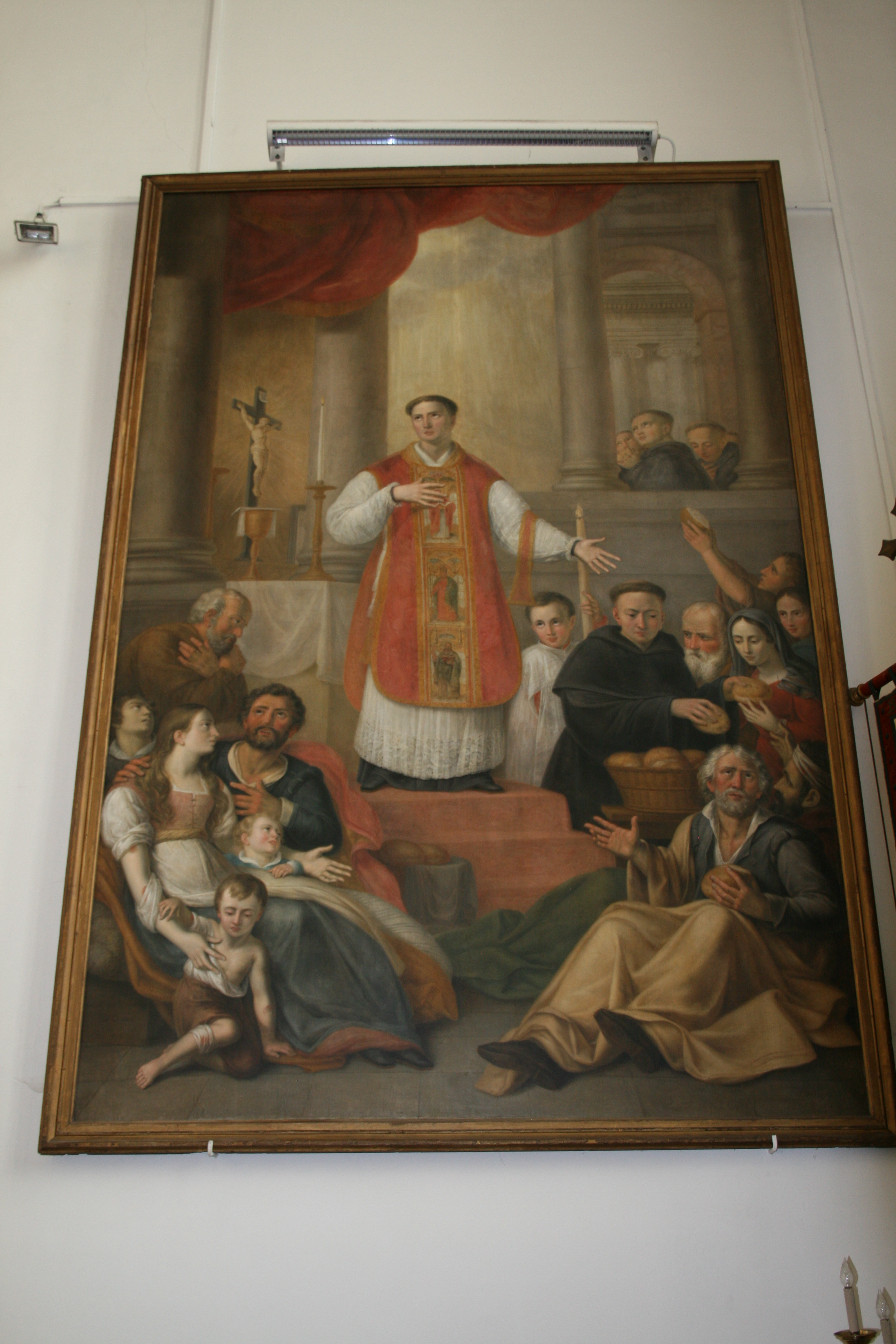
Nicolaas van Tolentijn zegent broden
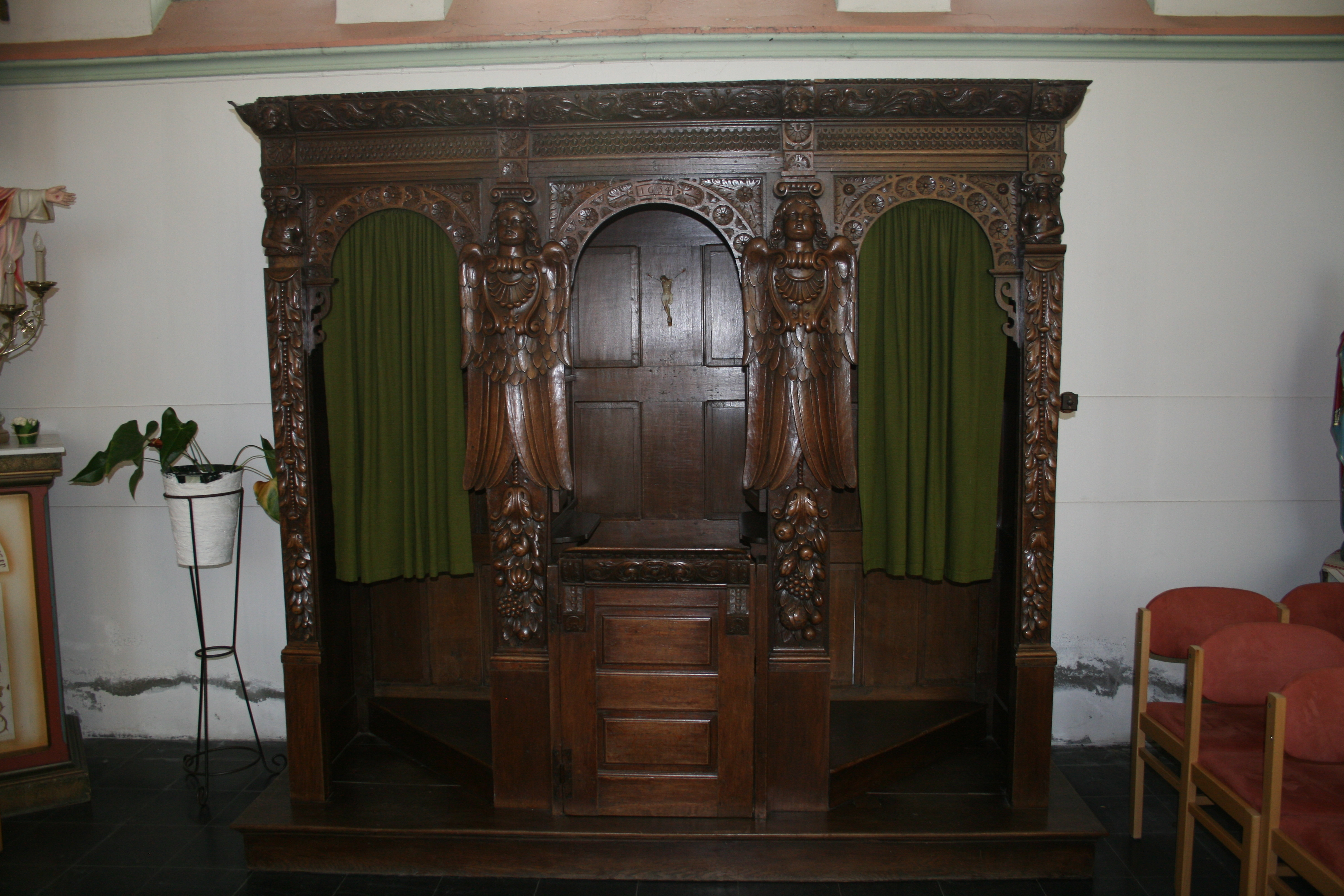
Biechtstoel, Sint-Nicolaas-van-Tolentijnkerk, De Pinte